# Belten (Vetschau/Spreewald)
Belten, niedersorbisch Běłośin, ist ein Gemeindeteil der Stadt Vetschau/Spreewald im Landkreis Oberspreewald-Lausitz in Brandenburg.

## Lage
Belten liegt in der Niederlausitz etwa vier Kilometer südwestlich von Vetschau im amtlichen Siedlungsgebiet der Sorben/Wenden. Umliegende Ortschaften sind Göritz im Norden, Vetschau im Osten, Koßwig im Süden sowie Dubrau im Westen.
Durch Belten verläuft die Kreisstraße 6628 von Bischdorf nach Vetschau. Die Landesstraße 54 ist etwa zwei und die Landesstraße 49 etwa drei Kilometer entfernt.

## Geschichte
Belten wurde erstmals im Jahr 1484 unter dem Namen Beltin urkundlich erwähnt. Der Ortsname stammt von dem slawischen Vornamen Belota ab und weist auf die Besitzgeschichte des Dorfes hin („Dorf des Belota“). Belten gehörte als Vorwerk zum Gutsbezirk Schloss Vetschau.
Nach dem Wiener Kongress kam Belten an das Königreich Preußen und lag im Landkreis Calau in der Provinz Brandenburg. Anfang der 1840er-Jahre bestand Belten aus zwei Gehöften und hatte 38 Einwohner, kirchlich war der Ort Teil von Kalkwitz. 1864 hatte das Vorwerk 22 Einwohner und bestand aus vier Tagelöhnerhäusern und einer Ziegelei. Bei der Volkszählung vom 1. Dezember 1871 wurde für Belten eine Einwohnerzahl von 24 ermittelt.
Der Gutsbezirk Schloss Vetschau wurde 1928 aufgelöst und in die Stadt Vetschau eingegliedert. Am 25. Juli 1952 wurde Belten als Teil der Stadt Vetschau dem neu gebildeten Kreis Calau im Bezirk Cottbus zugeordnet. Nach der Wende lag Belten im Landkreis Calau in Brandenburg. Nach der Kreisreform in Brandenburg am 6. Dezember 1993 kam Belten im Zuge der Eingliederung Vetschaus in den neu gebildeten Landkreis Oberspreewald-Lausitz in diesen.

## Gutshaus Belten

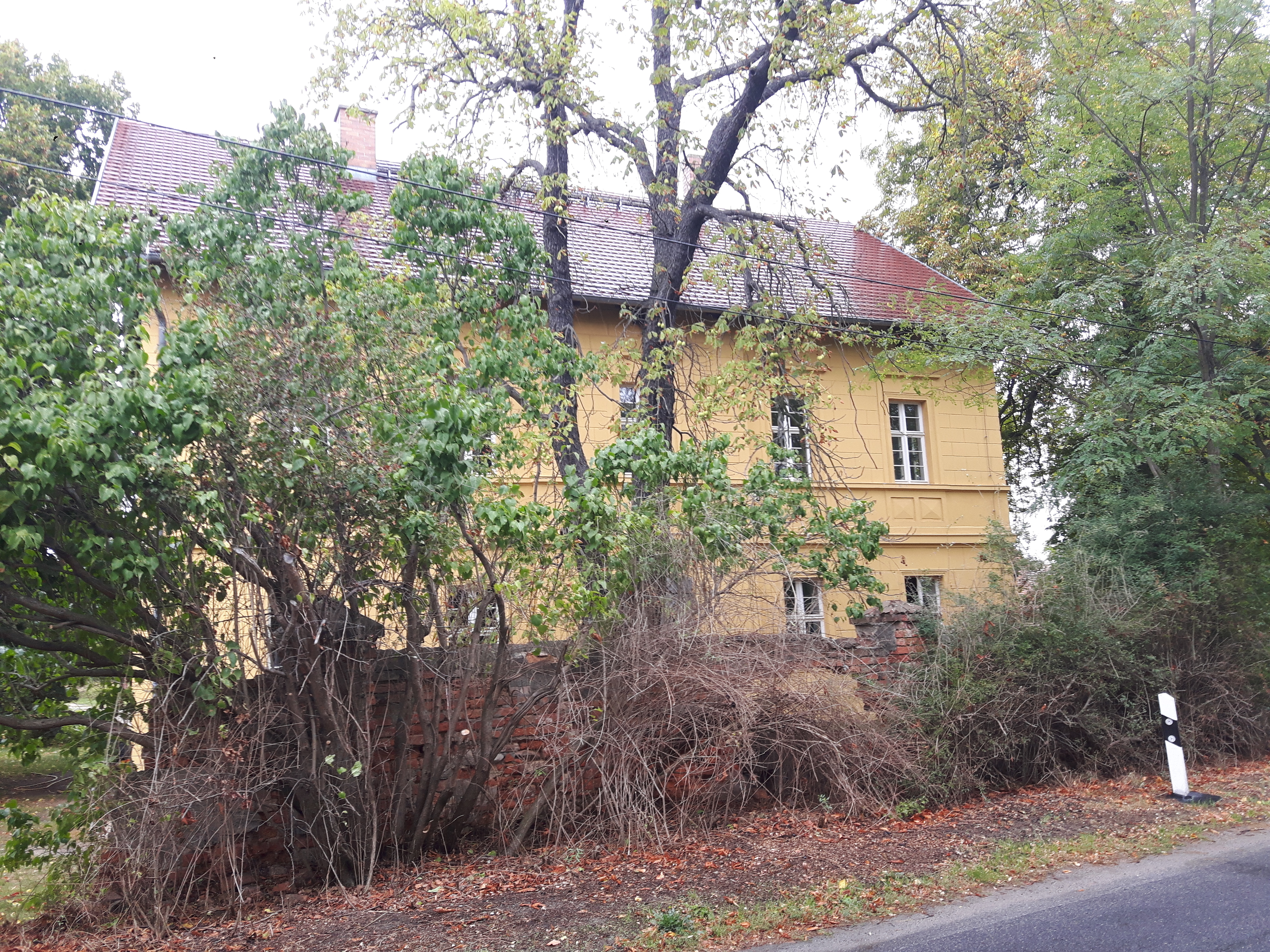
Gutshaus Belten

In Belten befindet sich ein unter Denkmalschutz stehendes Gutshaus. Das Gebäude befindet sich im westlichen Dorfteil an der Straße zwischen Dubrau und Vetschau. Die Bauzeit des Herrenhauses wird auf die Zeit zwischen 1846 und 1855 datiert, das Gebäude ist ein zweigeschossiger Bau mit Satteldach.

## Persönlichkeiten
- Birgit Uibel-Sonntag (1961–2010), deutsche Hürdenläuferin und Opfer des staatlichen Dopings in der DDR, in Belten geboren.